# Dự đoán về sự kết thúc của Wikipedia
Dự đoán về sự kết thúc của Wikipedia từng được nhiều ấn phẩm và nhà bình luận khác nhau đưa ra. Ngay sau khi Wikipedia trở nên nổi tiếng—khoảng năm 2005—hết kịch bản suy giảm này đến kịch bản khác xuất hiện, dựa trên nhiều giả thiết và luận điệu khác nhau. Ví dụ, một số cho rằng chất lượng các bài viết trên Wikipedia bị suy giảm, trong khi những người khác cho rằng các biên tập viên tiềm năng đang quay lưng. Số khác cho rằng những bất đồng trong cộng đồng Wikipedia sẽ dẫn đến sự sụp đổ của Wikipedia như một dự án.
Một số dự đoán đưa ra lời chỉ trích Wikipedia là một sai lầm chí mạng, và một số dự đoán rằng một trang web đối thủ sẽ làm những gì Wikipedia từng làm, nhưng không có sai lầm chí mạng đó. Điều này sẽ biến nó trở thành một sát thủ Wikipedia, thu hút sự chú ý và tài nguyên mà Wikipedia hiện có. Nhiều bách khoa toàn thư trực tuyến tồn tại; những đề xuất nhằm thay thế cho Wikipedia bao gồm Knol đã đóng cửa của Google, Wolfram Alpha, và Owl của AOL.
Tuy nhiên, trái ngược với dự đoán trên, Wikipedia vẫn thực ra vẫn tăng trưởng về cả số lượng và tầm ảnh hưởng.

## Nhân tố
Một số nhà phê bình viện dẫn những trò lừa bịp, sai sót, tuyên truyền và nội dung nghèo nàn khác, và khẳng định rằng việc thiếu nội dung tốt sẽ khiến mọi người tìm thấy nội dung tốt hơn ở nơi khác.
Wikipedia được góp sức bởi một vài triệu biên tập viên tình nguyện. Hàng chục nghìn người đóng góp phần lớn nội dung vài nghìn người làm công việc bảo trì và kiểm soát chất lượng. Khi bộ bách khoa toàn thư mở rộng vào những năm 2010, số lượng các biên tập viên tích cực không tăng đều đặn và đôi khi giảm sút. Nhiều nguồn tin khác nhau đã dự đoán rằng Wikipedia cuối cùng sẽ có quá ít biên tập viên đủ chức năng và bị sụp đổ do thiếu sự tham gia.
Wikipedia có vài nghìn quản trị viên tình nguyện thực hiện các chức năng khác nhau, bao gồm các chức năng tương tự như chức năng do người điều hành diễn đàn đảm nhận. Giới phê bình đã mô tả hành động của họ là hà khắc, quan liêu, thiên vị, không công bằng hoặc thất thường và dự đoán rằng kết quả là làm phương hại đến việc đóng cửa trang web. Một số nhà phê bình như vậy nhận thức được nhiệm vụ của các quản trị viên; những người khác chỉ đơn thuần cho rằng họ quản lý trang web.
Nhiều bài báo năm 2012 đưa tin rằng việc Wikipedia tiếng Anh tuyển dụng quản trị viên mới có thể kết thúc Wikipedia.
Những người khác cho rằng việc xóa không chính đáng các bài viết hữu ích khỏi Wikipedia có thể báo trước sự kết thúc của nó. Điều đó đã dẫn đến sự ra đời của Deletionpedia — bản thân nó đã không còn tồn tại  –  với nội dung của nó được gửi vào kho lưu trữ web.

### Suy giảm biên tập viên
Một bản phân tích xu hướng năm 2014 được công bố trên tờ The Economist cho biết rằng "Số lượng biên tập viên cho phiên bản tiếng Anh đã giảm một phần ba trong bảy năm." Tỷ lệ hao mòn đối với các biên tập viên tích cực trên Wikipedia tiếng Anh được The Economist mô tả là cao hơn đáng kể so với các ngôn ngữ khác (Wikipedia không phải tiếng Anh). Tờ báo tường thuật rằng bằng các ngôn ngữ khác, số lượng "biên tập viên tích cực" (những người có ít nhất năm lần chỉnh sửa mỗi tháng) tương đối không đổi kể từ năm 2008: khoảng 42.000 biên tập viên, với sự chênh lệch theo mùa hẹp còn lại khoảng 2.000 biên tập viên trở lên.
Trong Wikipedia tiếng Anh, số lượng biên tập viên tích cực đạt đỉnh vào năm 2007 với khoảng 50.000 biên tập viên và giảm xuống 30.000 biên tập viên vào năm 2014. Một sự sụt giảm tuyến tính với tốc độ này sẽ khiến không có biên tập viên tích cực nào của Wikipedia tiếng Anh trong 11 năm nữa.
Do phân tích xu hướng được đăng trên The Economist cho thấy số lượng biên tập viên tích cực cho Wikipedia bằng các ngôn ngữ khác (Wikipedia không phải tiếng Anh) là tương đối không đổi, duy trì số lượng của họ ở mức khoảng 42.000 biên tập viên tích cực, điều tương phản đã chỉ ra tính hiệu quả của Wikipedia trong những ngôn ngữ đó để giữ chân các biên tập viên tích cực của họ trên cơ sở tái tạo và duy trì.  Mặc dù các phiên bản Wikipedia ngôn ngữ khác nhau có các chính sách khác nhau, nhưng không có bình luận nào xác định sự khác biệt về chính sách cụ thể có khả năng tạo ra sự khác biệt về tỷ lệ biên tập viên tiêu tốn cho Wikipedia tiếng Anh. Số lượng biên tập viên đã tăng nhẹ một năm sau đó và không có xu hướng rõ ràng về sau này.
Andrew Lih và Andrew Brown đều duy trì việc chỉnh sửa Wikipedia bằng điện thoại thông minh là điều khó khăn và không khuyến khích những người đóng góp tiềm năng mới. Trong một bài báo năm 2013, Tom Simonite của tờ MIT Technology Review nói rằng trong vài năm điều hành, số lượng biên tập viên Wikipedia đã sụt giảm và cho biết cấu trúc và quy tắc quan liêu là một yếu tố gây ra điều này. Simonite cáo buộc rằng một số nhân vật Wikipedia sử dụng các quy tắc và hướng dẫn rối ren phức tạp để thống trị những người khác và có lợi ích nhất định trong việc giữ nguyên hiện trạng. Lih tố cáo rằng có sự bất đồng nghiêm trọng giữa những người đóng góp hiện tại về cách giải quyết vấn đề này. Lih lo sợ cho tương lai lâu dài của Wikipedia trong khi Brown lo ngại các vấn đề với Wikipedia sẽ vẫn còn và các bộ bách khoa toàn thư đối thủ sẽ không thay thế được.